# La Pobla del Bellestar
La Pobla del Bellestar o Pobla de Sant Miquel, és un poble depenent del municipi de Vilafranca (els Ports, País Valencià). Situat a la frontera amb Aragó, limítrof amb el terme municipal de l'Anglesola (Maestrat aragonès).
El nucli s'assenta a l'esquerra del riu de les Truites, a una petita ribera que s'obri entre els tossals que tanquen el pla de Vilafranca pel nord i l'oest. A Vilafranca s'arriba a través de la CV-15 després de recórrer uns 6 quilòmetres.
El nucli destaca per la monumentalitat del conjunt i l'entorn rural amb masos. S'organitza al voltant de la plaça presidida per l'Església de Sant Miquel, un temple de reconquesta que segons les cròniques va ser la primitiva parròquia sobre la que Balasc d'Alagó atorga carta de poblament a Vilafranca l'any 1239. També a la plaça trobem l'escola i l'antic molí medieval. En la sortida del poble cap a l'Anglesola es troba el Pont gòtic i la Torre fortificada, pas fronterer i duana pel qual es cobrava per tal de travessar-lo.
Aquesta població era propietat i lloc de residència de la família Brusca, que representava a un dels llinatges més antics de la zona, fet constatable en la documentació sobre aquesta família que pot trobés en l'arxiu de Vinaròs.

## Galeria d'imatges

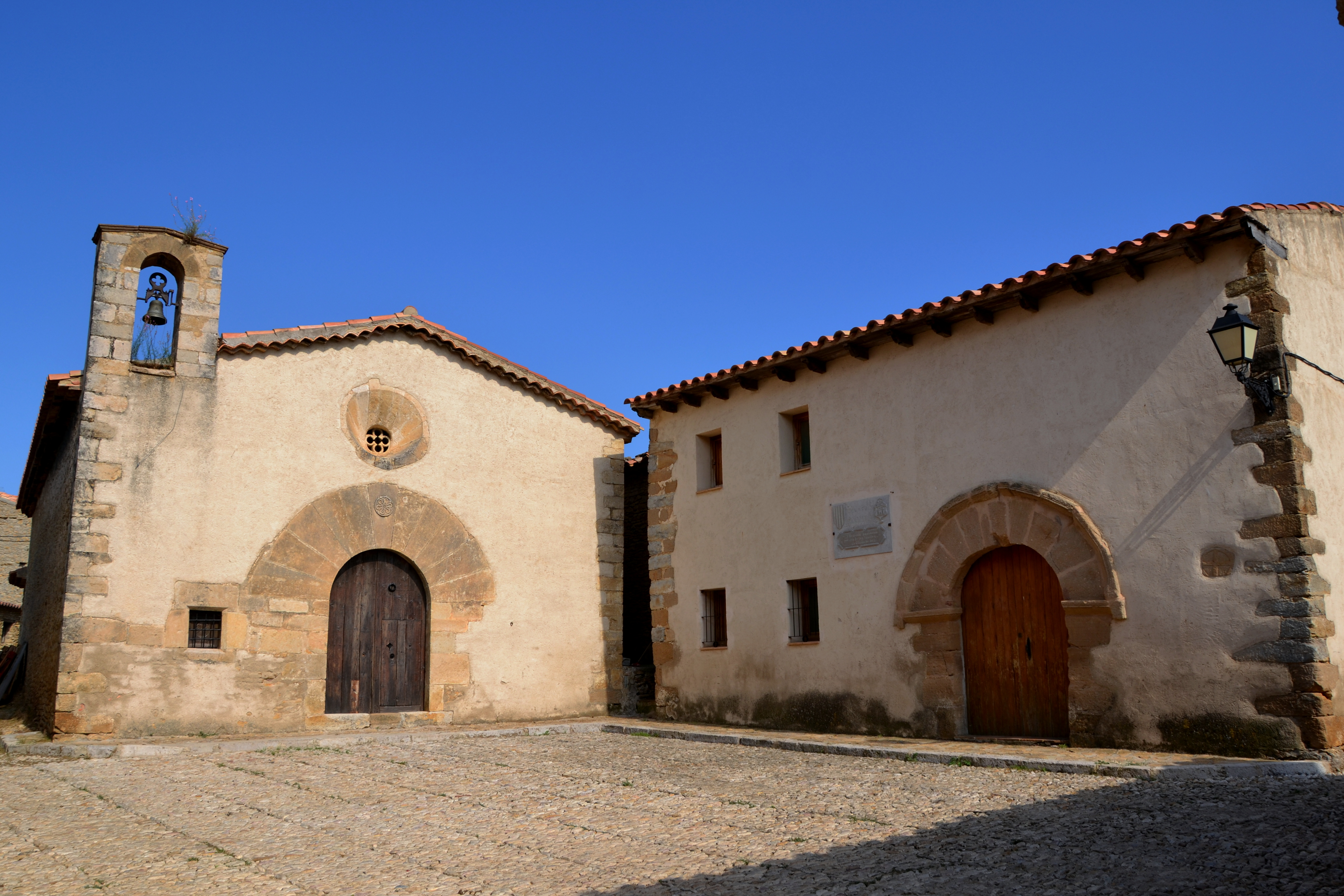
Església de Sant Miquel
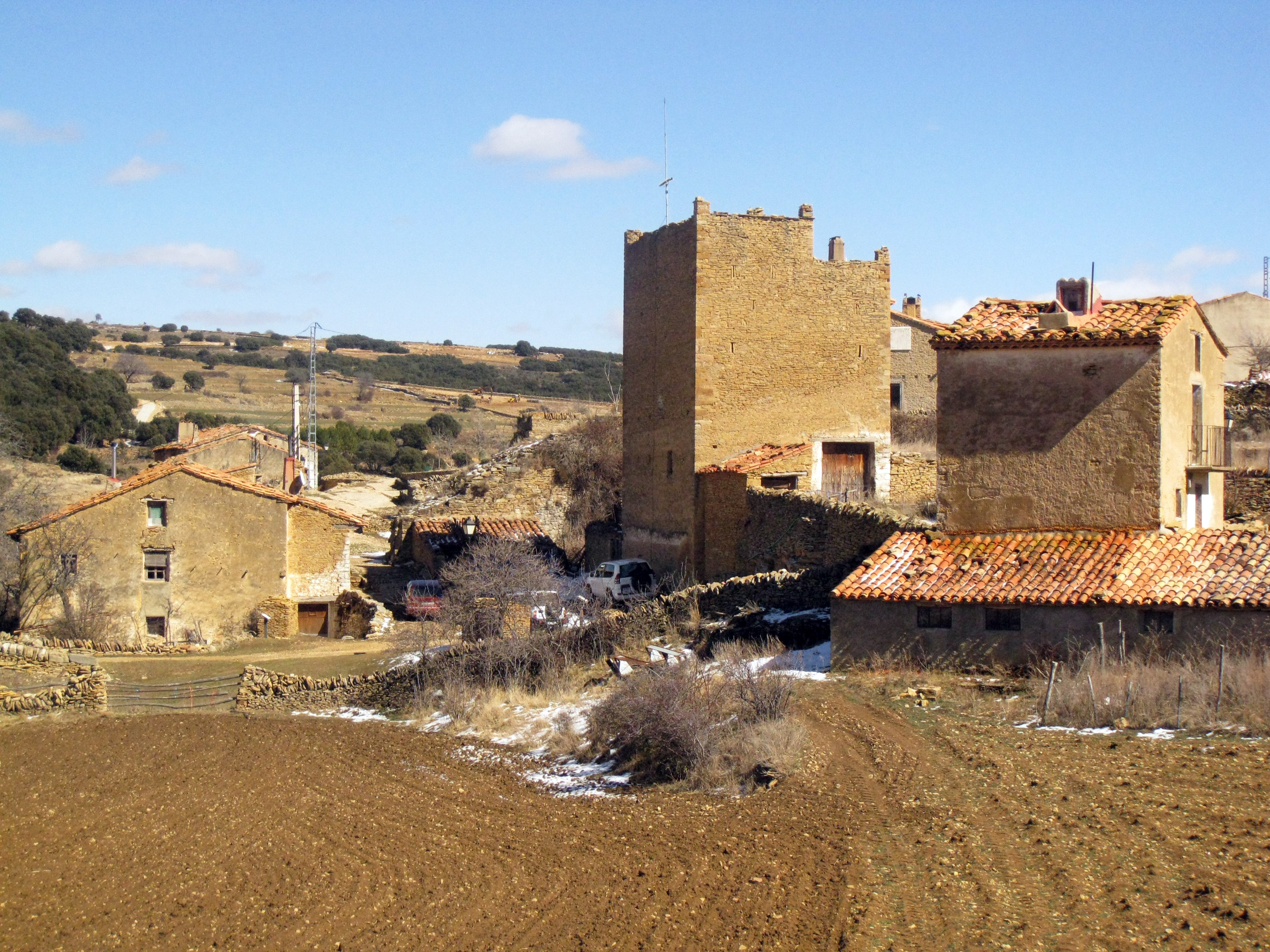
Torre fortificada
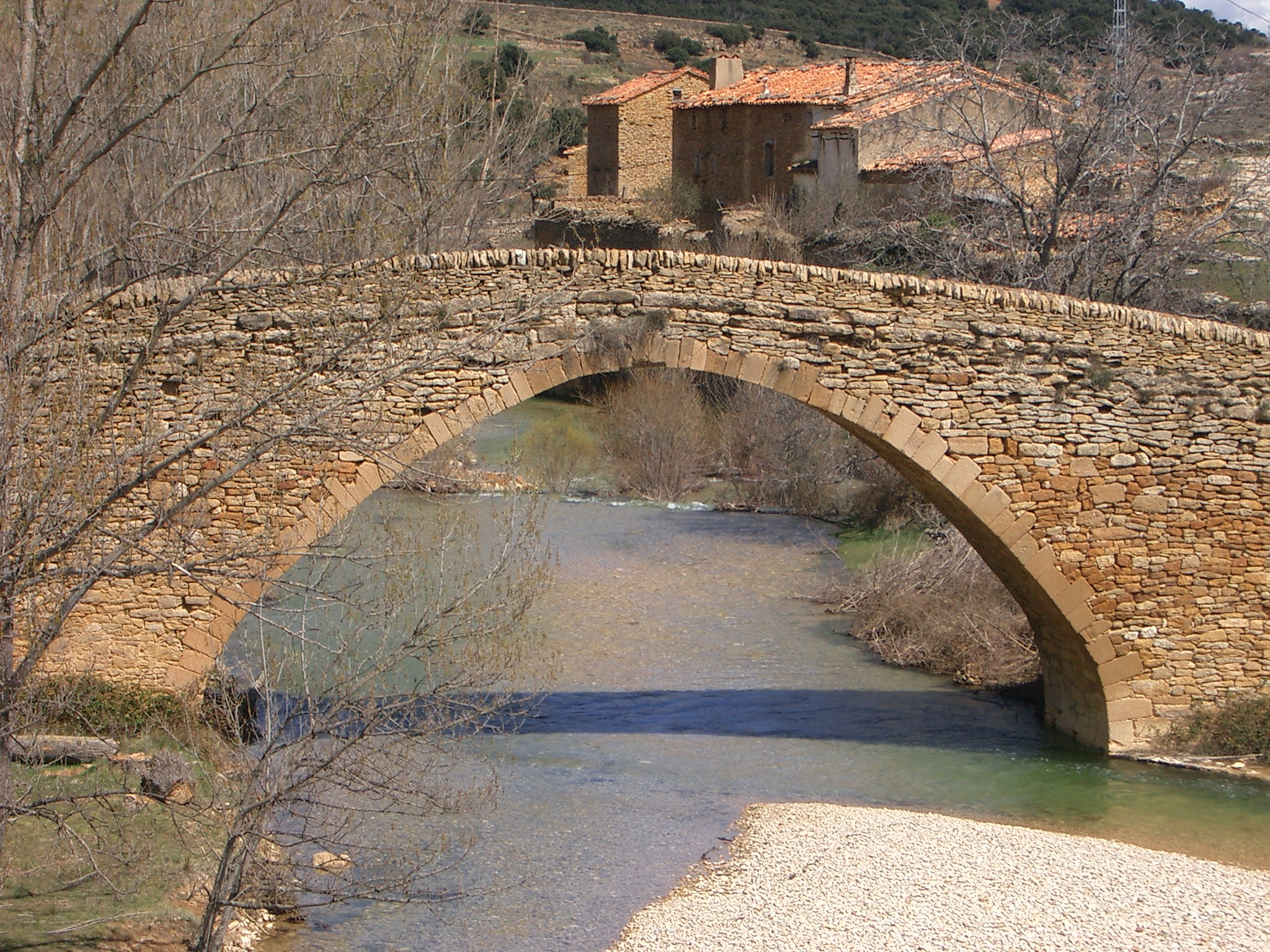
El pont gòtic sobre el riu de les Truites